# 3年B組金八先生 第7シリーズ オリジナル・サウンドトラック
『3年B組金八先生 第7シリーズ オリジナル・サウンドトラック』はTBS系で2004年10月から2005年3月に放送されたテレビドラマ『3年B組金八先生』第7シリーズのオリジナル・サウンドトラック。2005年1月19日に発売された。

## 収録曲
全曲とも、作曲・編曲は城之内ミサが担当している。
1. Il pleut dans mon coeur （イル プリュ ドン モン ケール）～心の雨 （挿入歌）
  - 作詞・歌・指揮:城之内ミサ、演奏:国立パリ・オペラ座管弦楽団（特別編成）
2. 道
3. 風の音
4. ガラスの少年Ⅲ、彷徨
5. 聖なる時
6. 聖なる時Ⅱ
7. Il pleut dans mon coeur Arrange I.
8. 夕陽の中で
9. 気配
10. Pure（挿入歌）
  - 作詞・歌・指揮:城之内ミサ、演奏:国立パリ・オペラ座管弦楽団（特別編成）
11. 群衆
12. 逃亡
13. 朝の挨拶
14. 罪と罰
15. 孤独
16. 不安な夜
17. 雨の朝
18. ガラスの少年Ⅲ.～Il pleut dans mon coeur（ピアノバージョン）